# Mission de l'Inde à Lhassa
La Mission de l'Inde à Lhassa ouverte le 15 août 1947 vit son statut modifié en Consulat général le 16 septembre 1952 avant d'être fermée le 15 décembre 1962 à l'issue de la guerre sino-indienne. 

## Histoire
La Mission de l'Inde à Lhassa est ouverte lors de l'accession de l'Inde à l'indépendance le 15 août 1947, remplaçant la mission britannique à Lhassa (1936-1947),.
Selon ses propres dires publiés sur le site du gouvernement tibétain en exil, Sonam T. Kazi fut interprète et traducteur auprès de la mission indienne au Tibet entre 1949 et 1956.
Sumal Sinha est en poste à la Mission de l'Inde en septembre 1951 quand les Chinois sont arrivés à Lhassa, précédés du général Zhang Jingwu, le représentant du Comité central du Parti communiste chinois. Dans son rapport mensuel, il relate les événements d'août-septembre de façon tragi-comique. Il mentionne que la mission a reçu les officiels suivants durant ce mois :  Dzasa Lobzang Samten (frère aîné du dalaï-lama), Sholkhang Jetung Kusho, Kazi Tse Ten Tashi, Dzasa Liushar et Sampho Dzasa.
En mai 1951, l'accord en 17 points fut signé sous la contrainte selon l'historien indien N. Jayapalan, et le Tibet devint une région de la Chine. Le 16 septembre 1952, les gouvernements de l'Inde et de la Chine annoncèrent leur accord de changer le statut de la mission en un Consulat général. Le consul général, AK Sen est déjà arrivé à Lhassa. Trois bureaux commerciaux en dépendront aussi à Gyantsé, Gartok et Yatung que peut entretenir à l'avenir l'Inde.
En 1959, dans les premiers temps d'une révolte à Lhassa, le 9, puis le 12 mars, une délégation tibétaine officielle lança un appel au monde extérieur par l'intermédiaire du Major S. L. Chhiber, le consul indien à Lhassa, mentionnant la déclaration d'indépendance du Comité de libération. La semaine suivante, le télégraphe indien continua d'informer des événements de Lhassa New Delhi, où les télégrammes furent cependant bloqués. 
Gyatsho Tshering, un érudit tibétain de nationalité indienne, en poste de 1955 à 1962 au Consulat de l'Inde à Lhassa, explique qu'entre 1955 et 1959, une partie du travail au consulat consistait à rassembler des informations sur les activités de l'armée chinoise, et qu'il était donc au courant de la tension en mars 1959. Le soir du 17 mars, l’atmosphère était survolté, et il passe la nuit avec ses collègues au consulat, sans pouvoir dormir. À 2 h du matin, le bombardement commence, il sait que le 14e dalaï-lama a quitté le Norbulingka mais, il en garde le secret. Il décide de sortir pour voir ce qui se passe, et constate que les rues sont pleines de soldats chinois, hurlant et tirant à bout portant, et qu'il y a des masses de cadavres. L'artillerie tire sur le Potala, le bombardement dure deux heures, à la suite de quoi, les moines du Potala sortent, offrant des cibles faciles aux mitraillettes des militaires chinois. Il vit aussi deux femmes et un homme marchant sur la route, des écharpes blanches à la main en signe de paix, qui furent fauchés par quatre ou cinq coups de fusil. Dans un monastère proche du Potala, il voit des soldats chinois menacer une trentaine de Tibétains qui lèvent les mains. Fouillés à la recherche d'arme, ils sont fusillés. 
Lors du soulèvement tibétain, en mars 1959, les autorités chinoises prétextant protéger la Mission des « rebelles », placèrent pendant plusieurs mois une garde à son entrée, intimidant les Indiens de Lhassa qui n'osaient plus se rendre chez leur consul, et ignorant la protestation du gouvernement indien à ce sujet.                            
Le 15 décembre 1962, à l'issue de la guerre sino-indienne, le consulat indien à Lhassa est fermé en même temps que celui de Shanghai. En août 2009, Pékin évoqua la possibilité qu'il soit rouvert,.
En mai 2012, après une demande de la Chine d'ouvrir un troisième consulat en Inde, à Chennai, l'Inde a demandé à rouvrir son consulat à Lhassa au Tibet. La Chine s'est montré plus prudente que jamais au sujet de cette ouverture au Tibet en raison d'une série d'auto-immolations de Tibétains, dont Pékin prétend qu'elles sont effectuées à la demande du dalaï-lama. Pour les Officiels indiens, la réouverture faciliterait les échanges économiques et les pèlerinages au Kailash et au lac Manasarovar.
En 2014, la Chine a refusé la proposition indienne. 
Le bâtiment de l'ancien consulat Indien à Lhassa est resté en l'état tel qu'il fut abandonné en décembre 1962, et ses locaux contiennent les meubles, et une partie des documents laissés à l'époque. Des scellés sont posés sur les portes et volets des fenêtres, et des policiers chinois constatent régulièrement que les scellés ne sont pas enlevés, et que l'intégrité des locaux sont respectés, et non violés. Si l'Inde reprend un jour le bâtiment, des travaux seront nécessaires.[réf. nécessaire]

## Liste des chefs de la Mission
- Hugh Richardson (15 août 1947- août 1950)[16]
- Sumal Sinha[17],[18],[19] (août 1950 - septembre 1952).

## Liste des consuls généraux
- A. K. Sen[20] (septembre 1952 - 1954[21])
- P. N. Menon (octobre 1954-novembre 1956)[22] (avec le consul Apasaheb Balasaheb Pant)
- Major S. L. Chhibber (1956 - 1959)
- Prem Nath Kaul (en) (1959 - 1961)[23],[24]
- A. R. Deo (Arvind Deo)[25] (1961 - octobre 1962).